# Juan Dolcet Santos
Juan Dolcet Santos (1914 - 1990) va ser un fotògraf espanyol integrat a l'Escola de Madrid.
Va tenir una formació autodidacta, ja que el seu pare va morir quan ell era jove i va haver-se de trobar un lloc de feina. El seu pare era fotogravador interessat en el món de l'art i li va despertar l'interés artístic, donant a conèixer l'obra d'artistes com Rafael Canogar, Manolo Millares, Antonio Saura, Antonio López García.
Quan el 1954 va ingressar en la Reial Societat Fotogràfica de Madrid es va integrar en el corrent renovador de la mateixa formant part primer del grup fotogràfic La Palangana i després de la denominada Escola de Madrid. Amb Gerardo Vielba, Fernando Gordillo, Paco Gómez, Leonardo Cantero, Gabriel Cualladó i altres membres de la mateixa compartia en gran manera una fotografia de tipus directe mitjançant la qual aconseguia unes imatges que es poden considerar d'arrel antropològica, tant per al retrat com per al reportatge social. Un dels seus retrats va ser portada en 1963 del diari ABC destacant la presentació de fotografies en el Concurs Nacional de Belles arts que se celebrava anualment i estava reservat anteriorment a pintura, escultura, dibuix, gravat i arquitectura.
El seu treball ha estat exposat en països com Alemanya, Estats Units o Argentina, una de les exposicions més coneguda va ser la que va realitzar en 1975 en el Museu d'Art Contemporani de Madrid amb el nom de Fotògrafs de l'Escola de Madrid. Obra 1950/1975 i que es va repetir en el Museu Municipal d'Art Contemporani a la fi de 2006.